# Mozirje
Mozirje es un municipio del norte de Eslovenia situado en la región de la Baja Estiria, cerca de Austria.

## Geografía
La población se encuentra en la cuenca del río Sava, importante afluente del Danubio. Está al este de la región montañosa de los Alpes Kamnicos. La estación de deportes de invierno de Golte se encuentra a unos 1600 metros de altitud.

### Núcleos de población
Los núcleos de población que componen el municipio son Brezje, Dobrovlje pri Mozirju, Lepa Njiva, Ljubija, Loke pri Mozirju, Mozirje, Radegunda y Šmihel nad Mozirjem.

## Demografía
Entre 1999 y 2006, la población era de más de 6000 habitantes. Después, una reorganización del término municipal hizo que cayera hasta alrededor de 4000 habitantes.
Evolución demográfica
| 1999  | 2000  | 2001  | 2002  | 2003  | 2004  | 2005  | 2006  | 2007  | 2008  |
| ----- | ----- | ----- | ----- | ----- | ----- | ----- | ----- | ----- | ----- |
| 6 197 | 6 202 | 6 273 | 6 317 | 6 371 | 6 381 | 6 356 | 6 394 | 4 095 | 4 087 |

## Economía
La economía de la zona gira alrededor de la industria textil y la fabricación de electrodomésticos. El área contiene pequeñas explotaciones agrícolas. El turismo es también importante, en especial el sector de los deportes de invierno. No existe turismo masivo. La zona es apreciada por los espeleólogos debido a la presencia de diversas grutas.